# プロセス (科学)
科学において、プロセス (process) は科学的方法を用いて観測できる現実の対象の変化全体である。それゆえ、全ての科学はプロセスの分析やモデル化を行う。

## 概要
プロセスは動的システムの性質である。それらは、変数およびパラメータのようなシステム属性によって特徴付けられる。全てのプロセスモデルは別個の入力と出力変数を持ち、自律的であるか制御されている。 
プロセスの認識は任意の主観的な精神の作用または出来事である。なぜなら、認識はそのときの環境（観測者の目的、知覚および概念化のツール等）に依存するためである。
プロセスについての数々の分類法がある。大まかに言って、「離散」と「連続」、「安定」と「不安定」、「収束」と「発散」、「循環」と「非循環」、および「線形」と「非線形」などの分類がある。それらは、分析されるドメインにおける名前に従ってグループ分けされる。

## 物理的・化学的・生物学的・工学的プロセスの例
- 燃焼
- 結晶化
- 遠心分離
- 回折
- 拡散
- 分散
- 蒸留
- 電気分解
- 電気泳動
- 乳化
- 蒸発
- 加水分解
- 核分裂
- 核融合
- 酸化
- 燐光
- 熱分解
- 還元
- 反射
- 屈折
- 散乱
- 堆積
- 昇華
- 分娩
- 細胞分裂
- 発酵
- 受精
- 発芽
- 成長
- 重力屈性
- 日光屈性
- 交配
- 変態
- 光合成
- 蒸散